# Schressendorf
Schressendorf ist ein Gemeindeteil der Gemeinde Plankenfels im Landkreis Bayreuth (Oberfranken, Bayern). Die Gemarkung Schressendorf liegt teils auf dem Gemeindegebiet von Aufseß, teils auf dem Gemeindegebiet von Plankenfels. Sie hat eine Fläche von 3,370 km². Sie ist in 469 Flurstücke aufgeteilt, die eine durchschnittliche Flurstücksfläche von 7184,67 m² haben. In ihr liegen neben dem namensgebenden Ort die Gemeindeteile Dörnhof und Kobelsberg.

## Geografie
Das Dorf befindet sich etwa eineinhalb Kilometer westlich von Plankenfels auf freier Flur.

## Geschichte
Durch die zu Beginn des 19. Jahrhunderts im Königreich Bayern durchgeführten Verwaltungsreformen wurde der Ort zu einem Bestandteil der Ruralgemeinde Plankenfels. 1921 wurde die Dorfkapelle erbaut.

## Baudenkmäler
Siehe Liste der Baudenkmäler in Schressendorf

## Verkehr
Eine vom südwestlich gelegenen Aufseßer Gemeindeteil Kobelsberg kommende Gemeindestraße durchquert den Ort. Sie verläuft in nordöstlicher Richtung weiter zur Einöde Neumühle und mündet in Plankenfels in die  Staatsstraße 2191 ein. Etwa 200 Meter nach dem Ortsrand von Schressendorf zweigt von dieser eine weitere Gemeindestraße ab, die zu den beiden nordöstlich gelegenen Nachbarorten Scherleithen und Wadendorf führt.